# Magicka
Magicka [medžika] je akční adventura od nezávislých vývojářů z Arrowhead Game Studios. Byla vydána 11. ledna 2011 na Steamu pro Microsoft Windows, přičemž demoverze je volně k dispozici. Vytvořila ji skupina osmi studentů Technické university Luleå v norském Skellefteå a během prvních 17 dnů od vydání se jí prodalo na 200 tisíc kusů.

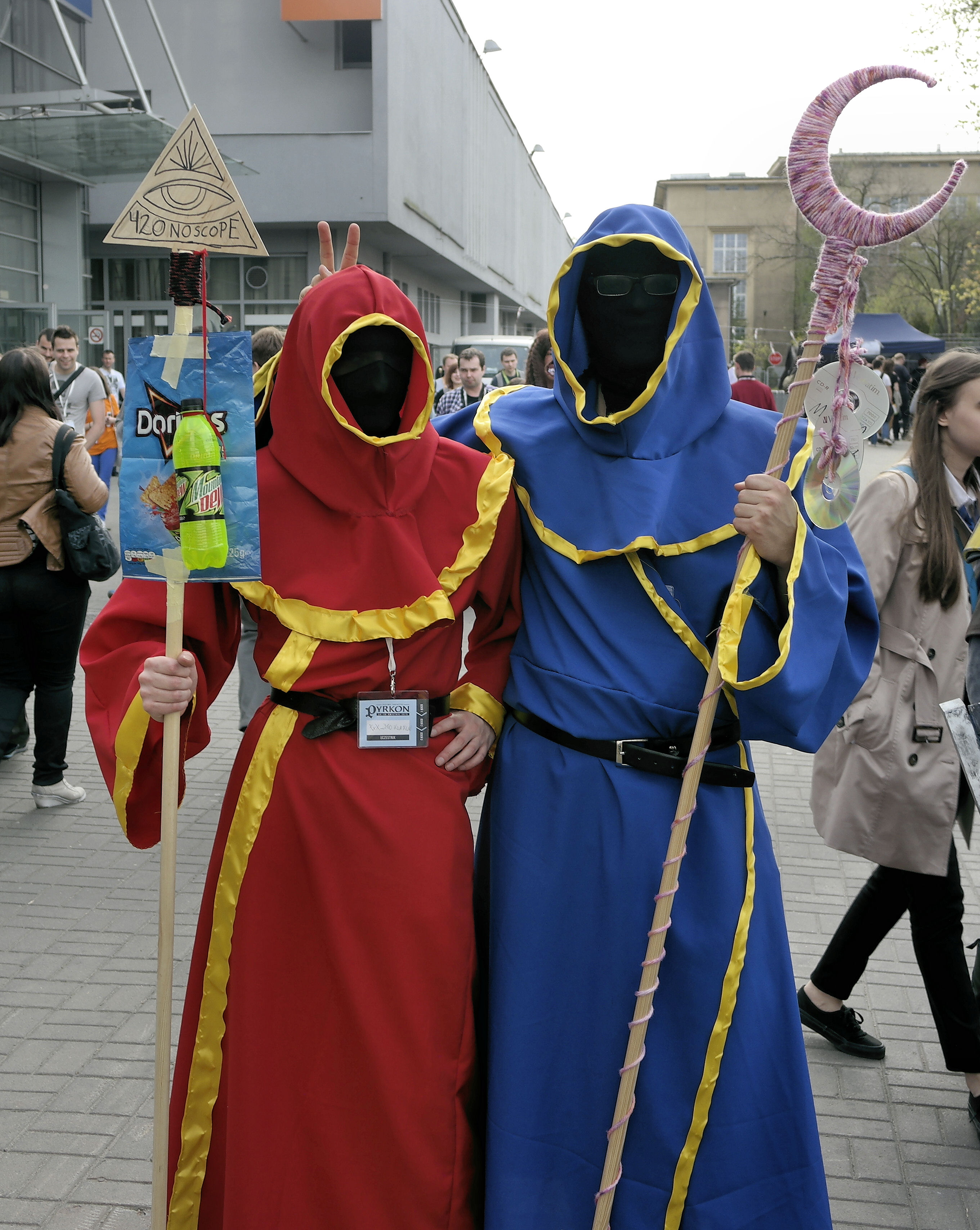
Magicka

Hra je zasazena do fantasy světa postaveném na norské mytologii. Hrát lze za čaroděje, příslušníka svatého řádu, a to buďto sólo nebo kooperativně až s třemi dalšími přáteli. Autoři slibují inovativní systém bojových kouzel, které mají mít zničující efekt na okolní prostředí. Všech dvanáct kapitol půjde projít několika různými cestami, na konci každé z nich odlišný boss. Ke hře je možno dokoupit 17 DLC (stáhnutelného obsahu), přičemž DLC The Stars Are Left obsahuje 5 kapitol navazujících na příběh hlavní hry. Do příběhu jsou vneseny vtipy z ostatních filmů.

## Děj
Příběh se odehrává ve světě zvaném Midgård. Hlavní hrdina je čaroděj (mohou být až 4) a začíná na čarodějské
univerzitě. Tam ho přivítá jedna z klíčových postav v celém příběhu - Vlad, která vás přivítá větou "Hello, I am Vlad, and I am not a vampire" (překlad: "Ahoj, já jsem Vlad a nejsem Vampír." ) Řekne, že král potřebuje pomoct, protože ve světě řádí démon jménem Khann a pošle ho do hlavního města Hávindr, kde král je. Čaroděj (popř. s dalšími třemi hráči) se vydává na cestu napříč Midgårdem. První místo kam dojde, je malá vojenská osada, která je hned při vašem příchodu napadena. Poté, co jim pomůžete osadu bránit vám
kapitán stráží řekne, že do Hávindru vedou dvě cesty - delší přes hory nebo kratší přes doly, s tím že doly jsou zamořené gobliny (narážka na Pána Prstenů). Čaroděj se rozhodne jít cestou přes hory. Po cestě potká a zabije spoustu goblinů, trolů a gobliního šamana. Dojde k propasti kde by měl být most, ale ten tam není. Najednou se tam objeví Vlad a řekne že ho goblini zničili a že se tam musí dopravit pomocí vzducholodi, kterou ovšem čaroděj neumí řídit a tak ji řídí Vlad. Během 'plavby' vám Vlad řekne, že mu tady nelíbí a vyskočí z ní pryč. Nechá tam čaroděje jen tak, ten poté se vzducholodí havaruje, ale přežije. Do města je to pak už jen kousek tak tam dojde. Dorazí večer tak se ubytuje v hostinci. V noci se však vzbudí kvůli křiku obyvatel a zjistí, že část města hoří a že na ně někdo zaútočil. Čaroděj se rychle vydává ke králi, kde zjišťuje, že
ti co to město napadli byli zlí čarodějové. Po zabití všech se ve dveřích objevuje další, ale najednou se král zvedne z trůnu, čaroděj zvedne a vyhazuje jej z okna, zatímco mu vycházejí z prstů blesky (narážka na Star Wars VI). Tím je město osvobozeno.